# ستيف أفريريل
ستيف أفريريل (بالإنجليزية: Steve Averill)‏ هو موسيقي ومصمم جرافيك ومصمم أيرلندي، ولد في 1950 في جزيرة أيرلندا في المملكة المتحدة.

## وصلات خارجية
- الموقع الرسمي